# Polimery ciekłokrystaliczne
Polimery ciekłokrystaliczne (LCP z ang. liquid crystal polymer) – polimery zdolne do generowania faz ciekłokrystalicznych.
Większość polimerów ciekłokrystalicznych zawiera w swojej strukturze znane z niskocząsteczkowych ciekłych kryształów ugrupowania o kształcie zbliżonym do pręta lub dysku. Ugrupowania te mogą być wbudowane w główne łańcuchy polimerów, lub mogą być przyłączone jako ugrupowania boczne. Znane są też polimery nie posiadające typowych ugrupowań znanych z ciekłokrystalicznych związków organicznych a mimo to generujące fazy ciekłokrystaliczne.
Najważniejszą zaletą polimerów ciekłokrystalicznych w porównaniu do ciekłych kryształów opartych na związkach niskocząsteczkowych jest ich podwyższona odporność mechaniczna. Można z nich np. formować folie, które nie zmieniają swojego kształtu po przejściu do stanu ciekłokrystalicznego. Można by z nich np. wykonywać nietłukące się wyświetlacze, jednak jak dotąd przeszkodą w otrzymywaniu wyświetlaczy na bazie polimerów ciekłokrystalicznych są ich zbyt długie czasy reakcji na zmiany pola elektrycznego.
Polimery ciekłokrystaliczne znalazły jednak wiele innych zastosowań. M.in:
- stosuje się je jako elementy piezoelektryczne
- wykorzystuje się je do budowy elementów do optyki nieliniowej
- stosuje się je jako membrany, których przepuszczalnością można sterować za pomocą pola elektrycznego
- są stosowane jako indykatory temperatury
- podejmowane są próby stosowania ich w nanomaszynach i nanoelektronice.

Do najbardziej znanych klas polimerów ciekłokrystalicznych można zaliczyć:
- głównołańcuchowe poliestry i poliamidy - m.in. kevlar
- bocznołańcuchowe poliolefiny
- bocznołańcuchowe polisiloksany.

Nazwy handlowe i producenci:
- Xydar producent Solvay,
- Vectra producent Ticona,
- Ultrax,
- Victrex,
- Zenite